# Robbins (Illinois)
Robbins – wieś w Stanach Zjednoczonych, w stanie Illinois, w hrabstwie Cook.